# Crouttes-sur-Marne
Crouttes-sur-Marne es una comuna francesa, situada en el departamento de Aisne, de la región de Alta Francia.

## Demografía
| 551 | 559 | 580 | 565 | 594 | 628 | 647 | 641 |
| Para los censos de 1962 a 1999 la población legal corresponde a la población sin duplicidades (Fuente: INSEE [Consultar]) |     |     |     |     |     |     |     |